# 34077 Йосіакіфусе
34077 Йосіакіфусе (34077 Yoshiakifuse) — астероїд головного поясу, відкритий 30 липня 2000 року.
Тіссеранів параметр щодо Юпітера — 3,318.
Названо на честь астронома Йосіакі Фусе (яп. よしあき・ふせ).